# 새벽공방
새벽공방은 대한민국의 음악 그룹이다. 2016년 싱글 앨범 [우산 속 우리]로 데뷔했다.

## 피처링
- 아홉칸 <케익쏭> (2016)

## 전시
- 새벽공방의 5th Birthday (2022)